# 高橋修司
高橋 修司（たかはし しゅうじ、1957年8月29日 - ）は、日本の経営者。東京都出身。

## 経歴・人物
1980年に早稲田大学理工学部を卒業し、同年に服部時計店（現在のセイコーグループ）に入社した。2012年にセイコーウォッチ取締役に就任し、2014年に取締役常務執行役員、2015年に取締役専務執行役員を経て、2017年4月に社長に就任。2021年6月にはセイコーホールディングス社長に就任。